# Харбала 1-я
Ха́рбала 1-я (якут. Маҥнайгы Харбалаа) — село в Чурапчинском улусе Республики Саха. Административный центр и единственный населённый пункт Хатылынского наслега. Основано в 1910 году.

## География
Село находится на левом берегу реки Татта, на расстоянии 7 км к востоку от села Чурапча, административного центра улуса. 

## Население
| 2002 | 2010 | 2012 | 2013 | 2014 | 2015 | 2016 |
| ---- | ---- | ---- | ---- | ---- | ---- | ---- |
| 718  | ↘704 | ↗712 | ↗718 | →718 | ↘704 | ↗731 |
| 2017 | 2018 | 2019 | 2020 | 2021 |      |      |
| ↗747 | ↗754 | ↘743 | ↗763 | ↘755 |      |      |

## Улицы
| - ул. Бабагинская, - ул. Западная, - ул. Лахалдинская, - ул. Лесная, - ул. Молодёжная, | - ул. Набережная, - ул. Озёрная, - ул. Партизанская, - ул. Сергеляхская, - ул. Таттинская, | - ул. Туманская, - ул. Центральная, - ул. Чаранская, - ул. Чурапчинская, - ул. Южная. |

## Экономика
Основное занятие населения — сельское хозяйство, в наслеге 24 крестьянских хозяйств и 228 личноподсобых хозяйств.

## Достопримечательности
- Памятник воинам-землякам, участникам Великой Отечественной войны 1941—1945 гг. и труженикам тыла на улице Набережной.
- Музей переселенцев, посвящённый Чурапчинской трагедии[14].